# Kościół św. Barbary w Łuszczowie Pierwszym
Kościół św. Barbary w Łuszczowie Pierwszym – rzymskokatolicki kościół umiejscowiony w Łuszczowie Pierwszym, w gminie Wólka, w województwie lubelskim. Należy do archidiecezji lubelskiej i dekanatu Lublin-Podmiejski. Jest jedną z dwóch świątyń znajdujących się w parafii św. Barbary. Został wzniesiony w stylu barokowym. Patronką świątyni jest św. Barbara.

## Historia

### XVI–XVII wiek
Miejsce kultu w Łuszczowie istniało już od 1481. Wierni wypraszali liczne łaski i składali wota dziękczynne pod dębem, na którym początkowo znajdował się wizerunek świętej. Wota przywłaszczał sobie dziedzic wsi, Maciej Łuszczewski. Ówczesny proboszcz parafii w Bystrzycy, ks. Jan Kijański, pozwał dziedzica. 7 grudnia 1481 r. miała zostać zawarta ugoda, w ramach której Łuszczewski przekaże wota Kijańskiemu, i udostępni mu łan pola, na którym powstanie kaplica. Tak też się stało, powstała najpierw drewniana kaplica. Powstały też domy dla kościelnego i księdza. Przez cały wiek XVI kaplica działała sprawnie. Na początku wieku XVII z powodu licznych wylewów rzeki Bystrzyca, kontakt między kaplicą a parafią był znacznie utrudniony. Toteż na wniosek Piotra Czernego, ówczesnego dziedzica wsi Łuszczów oraz kolatora z Kijan, Sąd Kościelny w Krakowie oddzielił kaplice z parafii w Bystrzycy i przydzielił ją do parafii w Kijanach. Bystrzycki pleban miał w ramach rekompensaty otrzymywać co roku pewną wpłatę pieniędzy oraz otrzymywał dziesięcinę od dóbr ze wsi Rokitno oraz Wólka Rokicka.

### Okres przynależności do parafii Kijany
Stara kapliczka była w coraz to gorszym stanie, dlatego na wniosek dziedzica Łuszczowa, Józefa Potockiego, miejsce drewnianego budynku zastąpił nowy, murowany. Prace budowlane trwały od 1724 do 1741. 25 czerwca 1742 r. kościół został erygowany, dzięki działaniom Seweryna Rzewuskiego. W 1743 założono w Łuszczowie bractwo św. Barbary. Z woli biskupa krakowskiego, kardynała Jana Aleksandra Lipskiego, przy nowo powołanym kościele powstała prebenda. W drugą niedzielę po Wielkanocy 1745 biskup Michał Ignacy Kunicki konsekrował kościół pw. św. Barbary jako kościół filialny dla parafii w Kijanach. Dwa lata później, papież Benedykt XIV nadał kościołowi aż cztery odpusty – ku czci św. Barbary 4 grudnia, na pamiątkę konsekracji kościoła w co drugą niedzielę po Wielkanocy (obchodzone do dziś), oraz na dni Rozesłania Świętych Apostołów i ku czci św. Stanisława Kostki (dziś już nie obchodzone). W wieku XVIII znacznie zwiększyło się uposażenie budynku. Z 1745 pochodzi najstarsza zachowana część świątyni, kapliczka znajdująca się od strony ulicy.  Z tego okresu pochodzą trzy barokowe ołtarze – główny, poświęcony św. Barbarze, boczny poświęcony św. Stanisławowi Kostce i boczny poświęcony Matce Bożej Śnieżnej. W 1842 dobudowano kruchtę dla kościoła. W 1864 proboszcz ks. Marcin Padziński otrzymał księgi metrykalne, dzięki czemu w Łuszczowie zaczęła istnieć samodzielna jednostka duszpasterska. Istniała jednak tylko przez dwa lata. Wznowiła funkcjonowanie dopiero w 1899.

### Dzieje najnowsze
Od 1762 r. przy kościele postawiono drewnianą dzwonnicę. W 1765 zakupiono posrebrzane tabernakulum, w 1791 wzmocniono fundamenty. W 1799 w Łuszczowie sporządzono mapę geometryczną, z której wynika, że do prebendy należało 141 morgów ziemi. Następne 50 lat to ciężki okres dla świątyni. Powoli pobadała w ruinę. Inwentarz z 1847 roku ukazał fatalny stan kościoła – kruchta oddzielająca się od budynku, dach w złym, dzwonnica niebezpiecznie chyliła się ku ziemi, wnętrze kościoła było pełne zgnilizny. Następne lata to okres gruntownych zmian i renowacji. W 1859 założono cmentarz, rok później odnowiono organy, w 1864 postawiono nową dzwonnicę z trzema dzwonami – Barbarą, Teresą oraz Stanisławem. Rozwój kościoła zahamowała tragedia z 1887. Ówczesny proboszcz, ks. Jacek Jakubowski, powiesił się na drzwiach zakrystii. Wejście zostało przeniesione. W 1899 dzięki staraniom parafii Kijany przeprowadzono remont kapitalny. Między 1912 a 1915 w Łuszczowie wybuchł pożar. Zniszczył on plebanię i budynki parafialne, nie niszcząc kościoła. W 1980  wzniesiono ołtarz polowy nieopodal świątyni, gruntownie odnowiony w 2019. 13 listopada 2016 do kościoła wprowadzono relikwie św. Faustyny Kowalskiej.

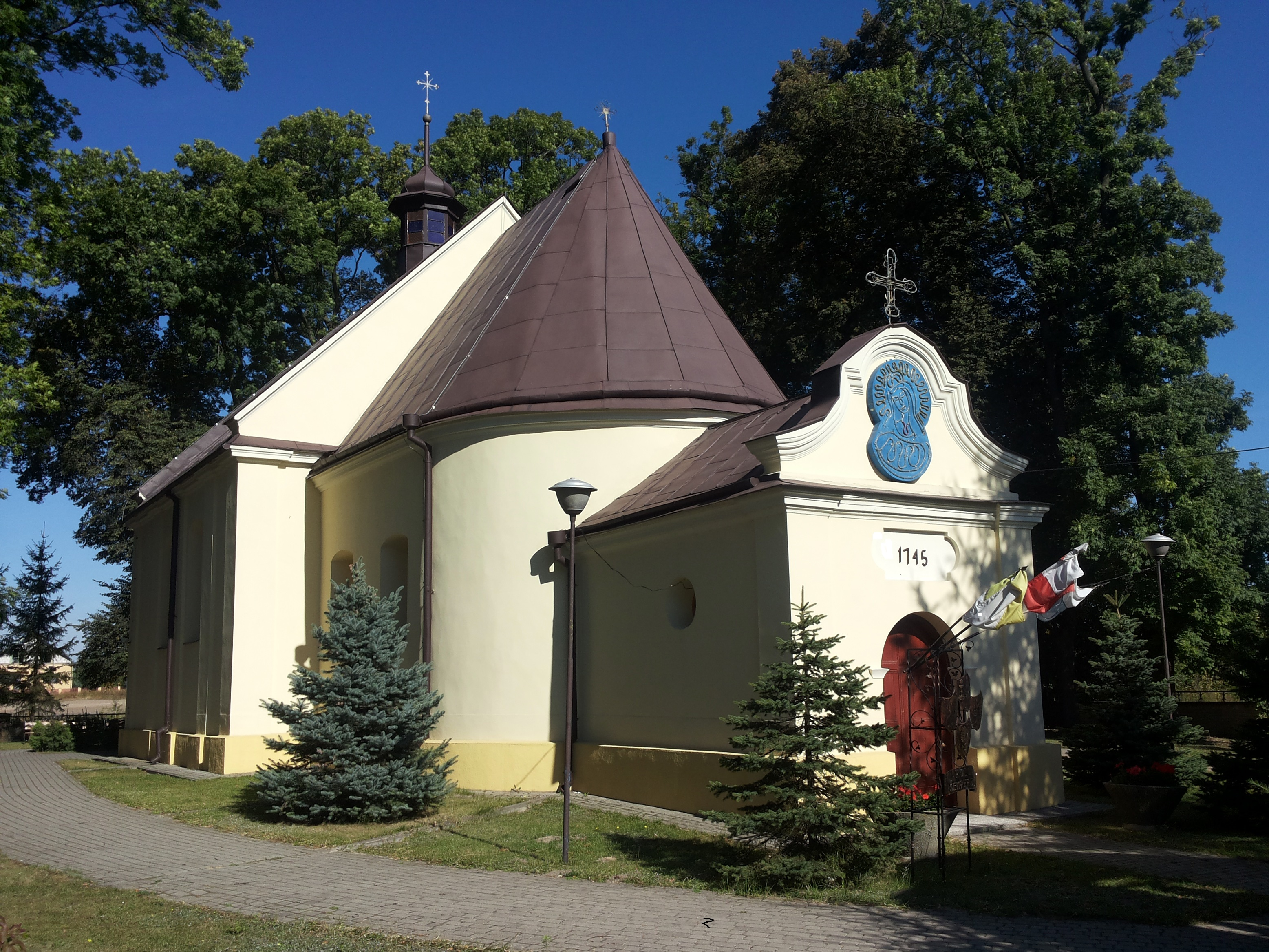
Widok na kościół od strony ulicy

## Wyposażenie kościoła
- Jeden z najstarszych wizerunków św. Barbary w Polsce, datowany na XIII wiek.
- Obraz św. Józefa autorstwa Stefana Witolda Matejki, bratanka Jana Alojzego.
- Olejny portret św. Kazimierza, nieznanego autora.
- Barokowy wizerunek św. Stanisława Kostki, nieznanego autora
- Wizerunek Maryi z Dzieciątkiem, wcześniej mającym należeć do nieistniejącego już lubelskiego kościoła farnego.
- Pozłacany krzyż procesyjny z XVIII wieku.
- Nieokreślone dokładnie wiekowo organy strzałkowe.
- Ponad stuletni zegar wahadłowy.
- Zbiór chorągwi i sztandarów, najstarsza pochodząca z początku XX wieku.
- Relikwiarz z relikwiami III stopnia św. Barbary.
- Relikwiarz z relikwiami III stopnia św. Faustyny Kowalskiej.
- Relikwiarz z relikwiami I stopnia św. Jana Pawła II.

## Legenda
Wśród parafian popularna jest legenda, głosząca jakoby sama św. Barbara wybrała sobie Łuszczów jako miejsce swojego kultu. Pod koniec XV wieku, wizerunek świętej był transportowany do Kijan, ale konie stanęły w Łuszczowie. Nikt ani nic nie było w stanie zmusić ich do ruchu. Potraktowano to jako znak. Bogobojni mieszkańcy wsi zawiesili wizerunek na dużym dębie, gdzie później powstała kaplica, a z czasem – kościół.